# 굿 가이스
굿 가이스(Good Guys Wear Black)는 미국에서 제작된 테드 포스트 감독의 1978년 액션 영화이다. 척 노리스 등이 주연으로 출연하였고 알랜 F. 보도 등이 제작에 참여하였다.

## 출연

### 주연
- 척 노리스
- 앤 아처
- 제임스 프란시스커스

### 조연
- 데이나 앤드루스
- 로이드 하네스

## 제작진
- 협력프로듀서: 미첼 캐놀드